# Rue de Koenigshoffen
La rue de Koenigshoffen est une rue de la ville de Strasbourg, en France. Elle est située dans le quartier de la Gare.

## Description et historique
La rue est approximativement orientée est-ouest. Elle débute de la Place de la Porte Blanche avec le boulevard de Nancy à droite et le boulevard de Lyon à gauche. Après être passé sous trois tunnels ferroviaires, elle croise à droite la rue du Rempart et à gauche la rue de Rothau. Là, voies de droite et de gauche se séparent. 

La voie de droite avec les bretelles d'accès autoroutier (Rocade ouest et Pénétrante ouest) à sa propre droite franchissent le fossé des Remparts par le pont des Glacis.

La voie de gauche avec les bretelles autoroutières d'entrée en ville à sa propre droite franchissent le cours d'eau par le pont des Romains.

Les deux voies se rejoignent sous le pont de la Rocade Ouest. Au-delà, au croisement avec la rue de l'Abbé Lemire à gauche, débute la route des Romains.
L'ensemble des bâtiments situés au no 2a, no 4, no 8 et no 11a font partie d'un ensemble construit par l'Administration impériale des Chemins de Fer d’Empire. Le no 2 servait de logement pour les cheminots. Au no 4 se dresse l'ancien château d'eau de la gare de Strasbourg dans lequel un musée, le Château Vodou s'est installé début 2014. Le no 11 était une chaufferie. Dans l'ensemble de ces quatre bâtiments prédomine le grès rose des Vosges.

### Transport

#### Transport en commun
La rue n'est pas desservie par les transports en commun.

#### Transport routier
La circulation routière est à double sens.

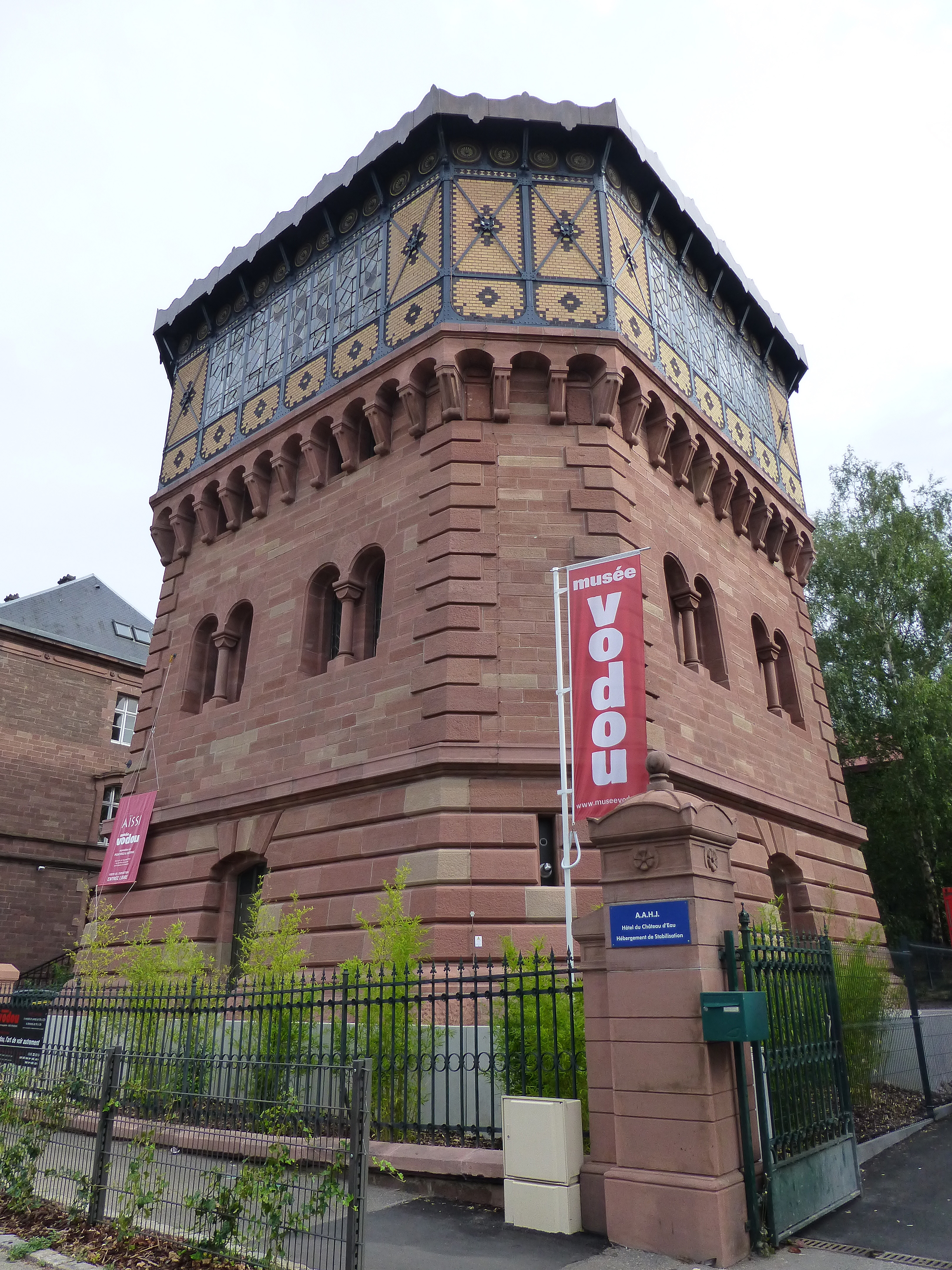
Le Château Vodou